# Miklós Dacsev
Miklós Dacsev (17 oktober 1929 - 6 maart 1977) was een gewezen Hongaarse voetballer.

## Biografie
Miklós Dacsev werd geboren in Dorog en begon daar ook met voetballen. In 1949 debuteerde hij in het eerste elftal van Dorogi FC. In 1952 bereikte de centrale verdediger met zijn team de finale van de Beker van Hongarije, maar verloor daarin van Bastya Boedapest. Tot 1957 verdedigde Dacsev de kleuren van de Hongaarse club.
Nadien trok hij naar België, waar hij zich aansloot bij RSC Anderlecht. In zijn eerste seizoen kwam hij wegens een schorsing niet aan spelen toe. Nadien kreeg hij van trainer Bill Gormlie amper speelkansen. In 1960 keerde het tij: Dacsev werd door de nieuwe coach, Pierre Sinibaldi, regelmatig opgesteld. Maar een seizoen later was hij het vertrouwen opnieuw kwijt. De Hongaar veroverde dat jaar wel nog de landstitel, maar vertrok dan naar Nederland. Doordat in die dagen een buitenlandse speler nog een zeldzaamheid was, was Dacsev samen met ploegmaat Sándor Karsay, eveneens een Hongaar, de eerste buitenlander die met Anderlecht de titel won.
Dacsev verhuisde naar DOS Utrecht. Maar veel meer speelkansen kreeg hij er niet. Uiteindelijk voetbalde hij drie jaar voor DOS, alvorens ernstig ziek te worden. In 1977 overleed Dacsev aan de gevolgen van die zware ziekte.

## Clubs
- 1947-1957 : Dorogi FC
- 1957-1962 : RSC Anderlecht
- 1962-1965 : DOS Utrecht